# Ann Eliza Bleecker
Ann Eliza Bleecker (octubre de 1752 - 23 de noviembre de 1783) fue una poetisa estadounidense. Después de recibir educación en Nueva York, Ann se casó con John James Bleecker, un abogado de New Rochelle, en 1769. Su esposo alentó sus deseos de escribir y la ayudó a publicar un periódico que con sus obras.
La Revolución de las Trece Colonias obligó a John a unirse a la Milicia de Nueva York, mientras que Ann huyó con sus dos hijas. Continuó escribiendo, y lo que quedaba de la familia regresó a Tomhannock después de la rendición de Burgoyne. Afectada por la muerte de numerosos miembros de su familia a lo largo de los años, la poetisa falleció en 1783.
La poesía pastoral de Bleecker es estudiada por historiadores para obtener una perspectiva de la vida en la primera línea de la revolución, y su novela Maria Kittle se convirtió en una obra ejemplar cuya técnica fue seguida por muchos escritores años después.